# Парламент Новой Зеландии
Парламент Новой Зеландии — высший законодательный орган Новой Зеландии, состоит из Короля Новой Зеландии и Палаты представителей Новой Зеландии, а также до 1951 года включал в себя Законодательный совет Новой Зеландии. Однако в общественном сознании именно Палата представителей ошибочно принимается за Парламент Новой Зеландии. Палата Представителей включает в себя обычно 120 членов (в настоящий момент 121). Члены Парламента выбираются путём всеобщего голосования. Политическая система Новой Зеландии построена на основе так называемой Вестминстерской системы государственного управления, и исполнительная власть в ней принадлежит Кабинету Министров и Премьер-министру, который выбирается Палатой Представителей.
Двухпалатный Парламент был учреждён Конституционным Актом Новой Зеландии 1852 года, однако, в 1951 году верхняя палата — Законодательный совет, была распущена, и с этого момента Парламент остается однопалатным. Парламент получил полную независимость от Великобритании в 1947 году.
Парламент Новой Зеландии располагается в Веллингтоне, столице страны.